# Calliostoma psyche
Calliostoma psyche är en snäckart som beskrevs av Dall 1889. Calliostoma psyche ingår i släktet Calliostoma och familjen Calliostomatidae. Inga underarter finns listade i Catalogue of Life.